# Canal de Valbonnais
Canal des Moines
Le canal de Valbonnais ou canal des Moines est un canal d'irrigation de France situé en Isère, dans le massif du Taillefer. Il tire son nom de la commune de Valbonnais qu'il irrigue ou des moines qui sont à l'origine de sa construction.
Le canal nait à 830 mètres d'altitude sur la commune de Chantepérier d'une source à Champchauzat, rapidement complété d'une prise d'eau sur la Malsanne, torrent descendant du lac du Vallon dans le massif des Écrins et se jetant dans la Bonne à Entraigues,. Il longe le torrent en rive droite, dans le bas de l'adret du Coiro. Arrivé sur le plateau où est installé le village de Valbonnais, ses eaux sont alors utilisées pour l'irrigation,,.
Un sentier de randonnée permet de le longer sur pratiquement toute sa longueur,.

Vue aérienne de 1957 de Valbonnais sur son petit plateau au pied du Coiro.

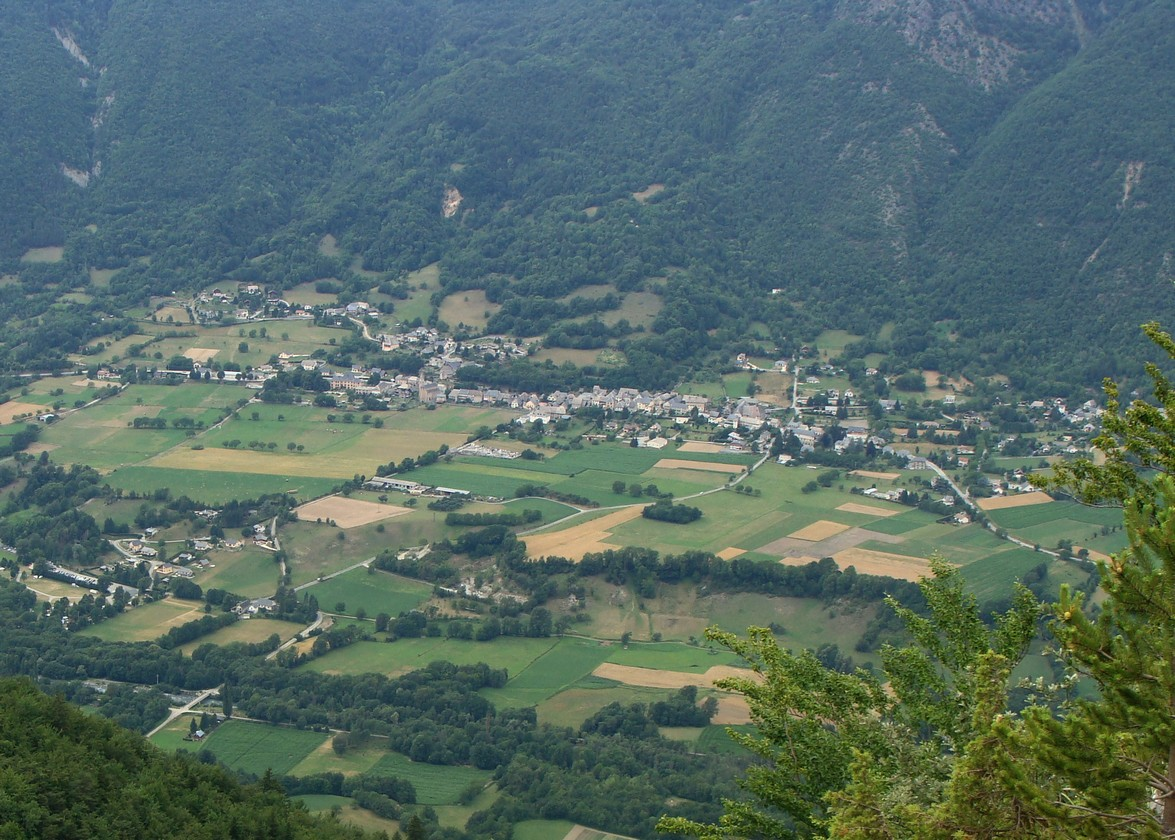
Vue de Valbonnais depuis la rive gauche de la Bonne au sud : le canal coule de la droite vers la gauche dans le haut des zones bâties.